# The switch in time that saved nine
 (octobre 2017).
Si vous disposez d'ouvrages ou d'articles de référence ou si vous connaissez des sites web de qualité traitant du thème abordé ici, merci de compléter l'article en donnant les références utiles à sa vérifiabilité et en les liant à la section « Notes et références ».
The switch in time that saved nine, littéralement « le revirement qui a sauvé les neuf »  est une expression faisant référence, aux États-Unis, au soudain changement de stratégie d'un membre de la Cour suprême américaine, Owen Roberts, en 1937, dans l'arrêt «  West Coast Hotel Co. contre Parrish » (en). Cette volte-face est considérée comme historiquement fondamentale dans la préservation de la structure de la Cour suprême telle qu'on la connait encore de nos jours, cette cour étant composée de neuf (en anglais nine) membres.

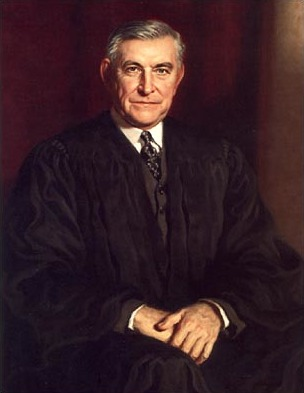
Portrait du juge Owen Roberts par Alfred Jonniaux.
Son vote stratégique dans l'arrêt « West Coast Hotel Co. contre Parrish » est vu comme salutaire quant à la préservation de la structure de la Cour suprême des États-Unis.

Owen Roberts est jusqu'alors un allié fidèle du groupe que l'Amérique surnomme alors les « quatre cavaliers de la Cour suprême » (Four Horsemen) un groupe de quatre juges conservateurs célèbres pour leur obstruction systématique à toute législation en faveur de la régulation du travail, et notamment à toute réforme du président Roosevelt dans le cadre de sa politique socialisante du New Deal. La Cour étant composée de neuf membres, le ralliement quasi-systématique du juge Owen Roberts, de sensibilité de centre-droit, aux quatre juges conservateurs, permet à ce groupe minoritaire de rendre inconstitutionnelles nombre des réformes sociales du président en fonction.
L'impossibilité pour le président Roosevelt de mener à bien sa politique l'amène à présenter, en 1937, un projet de loi de réforme de la justice (couramment appelé « court-packing plan » ou « plan de mise en boite de la cour »), qui aurait augmenté significativement le nombre de juges de la Cour suprême, mettant fin au pouvoir important dont bénéficiait Owen Roberts par son vote.